# Glen Kamara
Glen Adjei Kamara (* 28. Oktober 1995 in Tampere, Finnland) ist ein finnischer Fußballprofi.
Der Mittelfeldspieler lief in seiner Jugend zunächst für kleine finnische Klubs auf, ehe er über den englischen Viertligisten Southend United zum Großklub FC Arsenal wechselte. Glen Kamara konnte sich nicht beim FC Arsenal durchsetzen und nach zweimaligen Leihengagements schloss er sich 2017 in Schottland dem FC Dundee an; seit 2023 stand er bei Leeds United unter Vertrag, bevor er im Sommer 2024 zu Stade Rennes wechselte. Zudem lief er 2017 das erste Mal für die finnische Nationalmannschaft auf.

## Karriere

### Verein
Glen Kamara, dessen Eltern aus Sierra Leone stammen, spielte während seiner Jugend in Finnland bei OT-77 und bei EPS sowie in England bei Southend United, bevor er im Jahr 2012 in die Fußballakademie vom FC Arsenal wechselte. Am 9. Dezember 2014 gehörte er beim 4:1-Auswärtssieg in der Gruppenphase der UEFA Champions League gegen Galatasaray Istanbul zum Kader der Profimannschaft, wurde allerdings nicht eingesetzt. Sein erstes Spiel für die Profis absolvierte am 27. Oktober 2015 beim 0:3 im League Cup im Auswärtsspiel gegen Sheffield Wednesday. Nachdem er leihweise zunächst bei seinem Jugendklub Southend United und bei Colchester United gespielt hatte, schloss sich Glen Kamara im Juli 2017 dem schottischen Erstligisten FC Dundee an. In Dundee erkämpfte er sich einen Stammplatz und kam zu 32 Einsätzen in der regulären Saison sowie zu fünf in der folgenden Abstiegsrunde, an dessen Ende der Klassenerhalt stand. Im schottischen Pokal kam er zu drei Einsätzen und schied im Achtelfinale aus, im Ligapokal war im Viertelfinale Endstation, wobei Kamara in sechs Spielen zum Einsatz gekommen war. In der Folgesaison gehörte er trotz einer anfänglichen Knieverletzung zunächst zu den Stammspielern, doch zwischen dem 20. und dem 23. Spieltag stand er in drei von vier Partien nicht im Kader.
Am 5. Januar 2019 unterschrieb Glen Kamara einen Vorvertrag bei den Glasgow Rangers, doch am Ende des Monats wechselte er für eine Ablösesumme von 50.000 Pfund mit sofortiger Wirkung nach Glasgow. Nachdem er die ersten beiden Spiele nach seinem Wechsel nicht zum Kader gehörte, erkämpfte er sich einen Stammplatz und wurde mit den Rangers Vizemeister.
Am 31. August 2023 unterzeichnete Kamara für eine nicht genannte Ablösesumme einen Vierjahresvertrag beim englischen Zweitligisten Leeds United. Bereits nach einer Saison beendete er sein Engagement in Leeds und wechselte zu Stade Rennes. Zu Beginn der Saison 2024/25 bestritt Kamara 13 Ligaspiele für Stade Rennes. Im Januar 2025 wechselte er auf Leihbasis für ein halbes Jahr zu al-Shabab, wo er bis zum Saisonende ebenfalls 13 Ligaspiele absolvierte.

### Nationalmannschaft
Glen Kamara lief für die finnische U19- sowie für die finnische U21-Nationalmannschaft auf und gehörte am 9. Juni 2015 im Testspiel in Turku gegen Estland dem Kader der finnischen A-Nationalmannschaft an, kam allerdings nicht zum Einsatz. Zwei Jahre später absolvierte er beim 3:0-Sieg im Testspiel in Helsinki gegen den gleichen Gegner sein Debüt für die finnische Nationalelf. In der Liga B in der UEFA Nations League 2018/19 kam Glen Kamara in allen vier Spielen zum Einsatz und wurde mit seiner Mannschaft Gruppensieger. In der darauffolgenden Qualifikation für die Europameisterschaft 2020 qualifizierte sich das Team am 15. November 2019 mit einem 3:0-Sieg im vorletzten Spiel in Helsinki für die europaweit ausgetragene Endrunde, die erste Endrundenteilnahme Finnlands an einer Europameisterschaft.
Für die Europameisterschaft 2021 wurde Kamara in den finnischen Kader berufen. Er bestritt alle drei Gruppenspiele. Nach einem Auftaktsieg gegen Dänemark, der von dem Zusammenbruch des Dänen Christian Eriksen überschattet wurde, verloren die Finnen gegen Russland und Belgien und schieden als zweitschlechtester Gruppendritter aus.

## Erfolge
- Schottischer Meister: 2021
- Schottischer Pokal: 2022
- UEFA-Europa-League-Finalist: 2022